# جمال كامبل ريس
جمال كامبل ريس (بالإنجليزية: Jamal Campbell-Ryce)‏ (6 أبريل 1983 في المملكة المتحدة - ) هو لاعب كرة قدم بريطاني في مركز الوسط. شارك مع منتخب جامايكا لكرة القدم. أما مع النوادي، فقد لعب مع تشارلتون أثلتيك وشيفيلد يونايتد وكولتشستر يونايتد ونادي بارنسلي ونادي بريستول سيتي ونادي روذرهام يونايتد ونوتس كاونتي ونادي ويمبلدون ونادي ليتون أورينت ونادي تشيسترفيلد ونادي ساوثيند يونايتد.

## وصلات خارجية
- جمال كامبل ريس على موقع قاعدة بيانات كرة القدم.إي يو (الإنجليزية)
- جمال كامبل ريس على موقع ناشيونال فوتبول تيمز (الإنجليزية)
- جمال كامبل ريس على موقع Soccerbase.com (لاعب) (الإنجليزية)
- جمال كامبل ريس على موقع Soccerway.com (الإنجليزية)
- جمال كامبل ريس على موقع عالم كرة القدم.نت (الإنجليزية)